# Carlos Gabetta
Carlos Alberto Gabetta (Rosario, 28 de septiembre de 1943 - ibídem, 6 de marzo de 2025) fue un periodista y escritor argentino, especializado en el análisis político, económico y social internacional.

## Biografía
Era hijo del linotipista, periodista, dirigente sindical y miembro del Partido Socialista Argentino, Alberto Gabetta, y de Lucía De Nicola. Tuvo tres hermanos, Néstor Gabetta, intérprete musical, Gustavo Gabriel Gabetta, compositor, intérprete musical y artista plástico (y habitual colaborador de Paul Carrack), y Alejandro Gabetta, profesor. Comenzó desde muy joven a ejercer el periodismo, colaborando entre 1965 y 1974 en el semanario La Tierra y el mensual Agro Nuestro de la Federación Agraria Argentina (FAA), así como en los diarios La Tribuna, Crónica y Hoy, la revista Panorama y el periódico Acción. Asimismo, condujo el programa radial “La música y la gente” por la emisora rosarina LT2.
En 1975 publicó su primer libro, La contaminación ambiental. La sociedad y las drogas. De 1974 a 1976 fue jefe de redacción del órgano desarrollista Discusión. Militante del Partido Revolucionario de los Trabajadores-Ejército Revolucionario del Pueblo (PRT-ERP), se desempeñó como corresponsal del diario El Mundo en Rosario durante su breve etapa bajo control partidario. A poco de instalada la dictadura cívico-militar del general Jorge Rafael Videla, en marzo de 1976, y tras el secuestro y desaparición de su pareja, Maria Elena Amadío, profesora universitaria y también periodista, se exilió en Francia, donde participó activamente en el movimiento de denuncia de las violaciones de derechos humanos. Desde el terreno periodístico, junto con Julio Cortázar, Osvaldo Soriano, Gabriel García Márquez, Hipólito Solari Yrigoyen,  Gino Lofredo, Oscar Martínez Zemborain y Matilde Herrera integró el comité directivo del periódico Sin Censura  aplicado a la tarea de difusión informativa y denuncia. Sin Censura fue enviado gratuitamente, desde Washington, a miles de ciudadanos de países entonces bajo dictaduras en el Cono Sur. El medio obtuvo un importante respaldo de personalidades destacadas de la política y la cultura de la época, tanto en Europa como en América.
El editorial del número 0 destacó entre sus propósitos editoriales: 

Sin Censura aparecerá todos los meses, desde el 1.° de enero de 1980, para inscribirse modestamente, en el campo específico de la información y la contrainformación (…). La censura de prensa, el control de la información, el bombardeo ideológico, se cuentan entre las armas principales de todas las dictaduras. Con ella aíslan y dividen a la oposición, a los pueblos entre sí; ganan tiempo en favor del statu quo. Ese es nuestro terreno y allí nos proponemos colaborar, informando con la mayor fidelidad en la lucha por la democracia plena y el cambio social.

Entre 1976 y 1978 trabajó en el semanario político de izquierda Politique Hébdo, en el servicio latinoamericano de la Agencia France Presse (AFP) (hasta 1984) y fue corresponsal del canal televisivo 13 de México. En 1979, publicó el libro Argentine, le diable dans le soleil, pionero en la recolección de testimonios sobre la represión, con prólogo de Osvaldo Soriano. La obra fue editada en Argentina en 1983, por Editorial Bruguera, bajo el título Todos somos subversivos. Todavía residente en Francia, comenzó en 1984, junto a Sergio Joselovsky, a publicar un dossier documental sobre la prensa argentina durante la dictadura en la revista Humor, denominado “Miseria de la prensa del Proceso”. En esos años también contribuyó en otros medios europeos y latinoamericanos, como los periódicos El Día, La Jornada y Proceso (México), Il Manifesto (Italia), New Statesman Society (Inglaterra), Croissance des Jeunes Nations y Témoignage Chrétien (Francia). 
Una vez vuelto del exilio, fue colaborador regular de Humor. A partir de un proyecto ideado con Soriano y con el responsable de Ediciones de la Urraca (y gestor de Humor), Andrés Cascioli, integró el equipo creador del innovador semanario político El Periodista de Buenos Aires (1984-1989), donde se desempeñó primero como Jefe de Redacción y luego como Director (1984-1988). Su propuesta, de perfil progresista e independiente, fue definida como la de “un nuevo medio, capaz de defender la profundización de la democracia en busca de la justicia, la vigencia de los derechos humanos, la independencia económica y la modernización tecnológica.” El medio contó con un staff extenso y compuesto por periodistas de gran experiencia, como Oscar González (secretario de redacción), Luis Sicilia (jefe de sección Política), Carlos Ábalo (Economía), Mabel Itzcovich (Política internacional), Rodolfo Rabanal (Cultura y espectáculos), Carlos Ares (Informes especiales) y Francisco N. Juárez (Transformaciones). Entre sus redactores y columnistas destacaron Matilde Herrera, Rogelio García Lupo, Rodolfo Mattarollo, Álvaro Abós, Osvaldo Bayer, Horacio Verbitsky, Mario Benedetti, Antonio Dal Masetto, Eduardo Galeano, María Seoane, Tomás Eloy Martínez, Mirta Mántaras, Julio Huasi, Alberto Catena, María Esther Gilio, Vicente Muleiro, Gregorio Selser y David Viñas. Su versación profesional se combinó con la incorporación de otros y otras periodistas que iniciaban su carrera, como Sergio Joselovsky, Marcelo Zlotogwiazda, Rolando Graña, Antonio Zucco, Claudio Díaz, Jorge Lanata, Claudio Lozano, Jorge Fernández Díaz, Claudia Acuña, Luis Majul y Ezequiel Fernández Moores.
Durante su trayectoria en El Periodista, se desempeñó igualmente como corresponsal en Argentina de Radio France Internationale y fue columnista (hasta 1992) del diario español El País. En 1988, tras su casamiento con la actriz Charo López, se estableció en España, donde entre agosto de 1992 y agosto de 1994 dirigió la revista CuatroSemanas y la edición local de Le Monde diplomatique, publicación mensual de análisis político, económico, social y cultural. 
Entre julio de 1997 y enero de 1999 fue analista político y económico y columnista del semanario trespuntos, de Buenos Aires. En 1999 retornó a Argentina,  donde fundó y dirigió la edición en castellano y para el Cono Sur de Le Monde diplomatique (1999-2011), con reediciones en Bolivia, Chile, Perú, Colombia, Venezuela y México. Desde febrero de 2011 hasta 2023 fue columnista del periódico Perfil y colabora esporádicamente con diversos medios internacionales: Radio Canadá, Radio Suisse-Romande, Radio France Internationale y Le Monde diplomatique, entre otros.

## Ideología
Se declaró como republicano y socialista, o socialista republicano, habiendo pasado por una juvenil adhesión más o menos crítica al marxismo-leninismo revolucionario armado. Fue miembro de los servicios de inteligencia del ERP durante la década del '70. En vida Gabetta realizó (a la luz de los resultados y de la experiencia posterior) un análisis político muy crítico de aquellas propuestas para el momento histórico y la sociedad concreta en la que se actuaba, y principalmente de lo que hubiese podido resultar de una eventual victoria de ese sector político, según su visión. Adhirió al Partido Socialista, para el que entre 2012 y 2014 fungió como director general de su publicación La Vanguardia.

## Vida personal
Gabetta fue pareja de Maria Elena Amadio entre 1972 y 1976. Amadio fue asesinada y desaparecida por la última dictadura cívico-militar argentina (1976-1983), el 29 de marzo de 1976.
En 1988 se casó con Maria del Rosario “Charo” López Piñuela, de quien se divorció en 1993.
Estuvo en pareja desde 2014 — y en unión civil desde 2023 — con Sofía Inés Mackinlay.

## Otras actividades vinculadas con la profesión
- Miembro fundador y de la Comisión Directiva (1978-81) de la Asociation des Journalistes Français Specialisés en l'Amérique Latine et les Caraïbes (AJALC).

- Miembro de la Unión de Trabajadores de Prensa de Buenos Aires (UTPBA), de la Féderation Internationale des Journalistes (FIJ, Bruselas) y del Syndicat des Journalistes Français (CFDT, Paris).

## Obras
- Enemigos: dos protagonistas reflexionan sobre la violencia en los años ’70 (junto a Rodolfo Richter). EUDEBA, Buenos Aires, 2018.
- ¿Tiene porvenir el socialismo? (Autor y compilador junto a Mario Bunge). EUDEBA, Buenos Aires, 2013 (con varios autores).
- La encrucijada argentina: República o país mafioso. Planeta, Buenos Aires, 2012
- “Pensar la Nación” (Conferencias del Bicentenario) (en colaboración con Juan Quintar). Ediciones Le Monde diplomatique, Buenos Aires, 2010 (con otros autores).
- “Sin Censura, una publicación del exilio sudamericano”. En Fondebrider, Jorge (director), La París de los argentinos, Editorial Bajo la Luna. Buenos Aires 2010 (con otros autores).
- La “democracia” en Argentina. Ediciones Le Monde diplomatique, Buenos Aires, 2003.
- “L’Argentine qui n’est plus”. En Quatrocchi-Woisson, Diana (directora), Argentine, enjeux et racines d’une societé en crise. Tiempo Éditions, Paris, 2003 (con otros autores).
- La debacle de Argentina. Una Argentina que muere y otra que bosteza. Ediciones Icaria, Barcelona, 2002.
- “La ilusión del trabajo”. En Quintar, J. (compilador). Veintiuno. Ensayos sobre lo que nos dejó el siglo XX. Universidad Nacional del Comahue, Neuquén, 2011.
- Artículo en Oliveira Imbiriba Mitschein, Maria de Nazaré (compiladora), O futuro da democracia na América Latina. Universidade Federal do Pará, Belém do Pará, 2008. Con otros autores.
- “De nada vale enterrar materiales radiactivos en los recovecos del alma”. En Lévy, Bernard-Henri y Miller, Jacques-Alain (Comps.), La regla del juego (testimonios sobre psicoanálisis). Credos, Madrid, 2007 (con otros autores).
- “La especial circunstancia del periodismo argentino”. En Gabetta, Carlos A. (edición y prólogo), Periodismo y Ética. Editorial Planeta, Buenos Aires, 1997.
- “La dependencia informativa”. En Pérez Babot, Carmen (editora), La aldea Babel. Medios de comunicación y relaciones Norte-Sur. Deriva Editorial, Barcelona, 1994 (con otros autores).
- “Introducción”. En Brown, Kenneth, Al-Ghazali Harb, Osama y Davis Taïeb, Hanna et al., Ser periodista en el Mediterráneo. Med-Media de la Unión Europea-Cuatro Semanas, Barcelona, 1995 (varios autores).
- “L'Amérique latine, de la souveraineté limitée à l'espoir”. En revista Relations Internationales et Stratégiques, nº 14, dossier “Les démocraties de basse intensité”. Dolloz, Paris, 1994 (con otros autores).
- Qué hacemos con este país. Editorial Contrapunto, Buenos Aires, 1988.
- “La vuelta al pago en ocho días”. En revista Casa de las Américas, nº 145-146, “Edición dedicada a Julio Cortázar”. La Habana, julio-octubre de 1984 (con otros autores).
- Todos somos subversivos. Editorial Bruguera, Buenos Aires, 1983.
- “Historia de Enrique y de tantos que defraudan al sistema”. En Asociación Internacional de Defensa de Artistas Victimas de la Represión en el Mundo (AIDA), Argentina: cómo matar la cultura. Editorial Revolución, Madrid, 1981 (con otros autores).
- “Histoire de Enrique et de bien d’ autres que defient le système”. En AIDA, Argentine, une culture interdite. Pièces à conviction 1976-1981. Maspero, París, 1980 (con otros autores).
- Argentine: le diable dans le soleil. Marcel Jullian, París, 1979.
- “Jorge Luis Borges” En revista Literatura na Swiecie, n° 9, Varsovia, 1978 (con otros autores).
- La contaminación ambiental. La sociedad y las drogas. IMFC, Buenos Aires, 1976.